# 拉庫季
52°10′31″N 32°46′38″E / 52.17528°N 32.77722°E
拉庫季（烏克蘭語：Ракути），是烏克蘭北部的村莊，隸屬切爾尼希夫州的諾夫霍羅德-錫韋爾斯基區。該村面積0.08平方公里，海拔高度154米，2001年人口9，人口密度每平方公里112.5人。